# ウィニペグ大学
ウィニペグ大学（うぃにぺぐだいがく、英語: University of Winnipeg）は、カナダ、マニトバ州、ウィニペグに本部を置くカナダの公立大学。1871年創立、1967年大学設置。大学の略称はU of W。

## 概要
ウィニペグ大学は、カナダ、マニトバ州、ウィニペグ市にある公立の大学。学部課程を重視した教育制度を採っている。
ウィニペグ大学の前身は、1871年創立のマニトバカレッジ（Manitoba College）と、1881年創立のウェスリーカレッジ（Wesley College）が、1938年に合併して成立したユナイテッドカレッジ（United College）であり、1967年に認可を受けて現在の名称になった。略称は、U of W。
学生数は約9,500名、教員は約300名。ウィニペグ大学は校内に、付属高校（the University of Winnipeg Collegiate）や語学学校（English Language Program）も備えている。
2004年度にマクレインによる大学調査ランキングで、トップテンに入っている。

## キャンパス
ウィニペグ市の中心部にある大学として、ウィニペグ大学は市の発展に重要な役割を果たしている。
コンサートホール、ギャラリー、リクリエーション施設、学生運営のカフェなどが市民に利用されている。
大学は新たな学生寮を建設。メインキャンパスから徒歩数分の距離に六階建てのビルである。
部屋の種類は、一人用から三人共用タイプまである。　大学は2009年度からの入居申請を受け付けている。2008年の大学の発表によるとグレートウエストライフ保険会社、マクフィーターズ社長より267万ドルの寄付があり用地が取得されることになった。寄付は彼の個人献金と会社からによるものである。その貢献により、学生寮の正式名称はマクフィーターズホール、グレートウエストライフ学生寮となる。（McFeetors Hall: Great-West Life Student Residence）そのほか校外に2つの寮をもつ（Lions Manor、Balmoral House）。
大学のシンボルともいえる、正面にそびえるお城のような校舎は、ウェズリーホール（Wesley Hall）と呼ばれ、1895年に建てられた。
国の歴史的建造物に指定されている。

## 主な卒業生
- シャンタール・クレヴィアジック - シンガーソングライター
- ガイ・マディン - 映画監督
- ビフ・ネイキッド - ロック歌手
- マーガレット・ロレンス - 作家
- ソニア・スイ - 台湾の俳優・モデル